# 通泉县 (隋朝)
通泉县，中国古县名。
隋朝开皇三年（593年）改通井县置，治所在今四川省射洪市东南。属新城郡。元朝至元二十年（1283年）废。